# Torrenova (metropolitana di Roma)
La stazione di Torrenova è una fermata della linea C della metropolitana di Roma, situata all'incrocio tra via Casilina e via di Torrenova, a servizio dei quartieri Torrenova, Torre Angela e Giardinetti.
È l'unica fermata della linea, tra quelle situate in superficie, ad aver mantenuto l'originario aspetto architettonico dei tempi della Roma-Pantano.

## Storia
La fermata, inaugurata inizialmente nel 1916 come stazione della ferrovia Roma-Fiuggi-Alatri-Frosinone, è stata chiusa temporaneamente il 7 luglio 2008 per consentire i lavori di trasformazione della stazione stessa necessari all'innesto del tratto terminale della ferrovia Roma-Pantano nella linea C. La riapertura è avvenuta il 9 novembre 2014 con l'inaugurazione della prima tratta della linea C.

## Strutture e impianti
L'impianto, prima posto alla progressiva chilometrica 10+753, dispone di un fabbricato viaggiatori e di due banchine coperte da pensiline. In passato disponeva anche di uno scalo merci avente un piano caricatore, poi demolito con i lavori di trasformazione, un magazzino e un tronchino di accesso, smantellato. Il piazzale della stazione si componeva di tre binari, due della linea e uno dello scalo merci, poi rimosso. Tra i due binari di corsa vi erano due comunicazioni lato Roma e Pantano subito dopo l'uscita dall'impianto.

## Servizi
La fermata dispone di:
- Biglietteria automatica
- Servizi igienici

## Interscambi
La fermata permette i seguenti interscambi:
- Fermata autobus